# Doris Arden
Doris Arden (* 1. Januar 1946 in Trostberg, bürgerlich Doris Pistek) ist eine deutsche Schauspielerin.

## Leben und Wirken
Seit den 1960er Jahren ist Doris Arden in Fernsehspielen und -filmen zu sehen. Dazu gehören einige freizügige Produktionen (Hausfrauen-Report, Graf Porno, Krankenschwestern-Report), aber auch Gastauftritte in Kriminalserien wie Der Alte oder Derrick.

## Filmografie
- 1967: Heißes Pflaster Köln
- 1967: Carmen-Baby (Carmen, Baby)
- 1968: …soviel nackte Zärtlichkeit
- 1969: Graf Porno und seine Mädchen
- 1969: Eros-Center Hamburg
- 1969: Graf Porno und die liebesdurstigen Töchter
- 1970: Dr. Fummel und seine Gespielinnen
- 1970: Abarten der körperlichen Liebe
- 1970: Graf Porno bläst zum Zapfenstreich
- 1971: Josefine Mutzenbacher II – Meine 365 Liebhaber
- 1971: Hausfrauen-Report
- 1971: Ehemänner-Report
- 1971: Paragraph 218 – Wir haben abgetrieben, Herr Staatsanwalt
- 1972: Die Klosterschülerinnen
- 1972: Die jungen Ausreißerinnen
- 1972: Krankenschwestern-Report
- 1975: Derrick: Hoffmanns Höllenfahrt
- 1975: Derrick: Pfandhaus
- 1975: Verbrande Brug
- 1978: Polizeiinspektion 1: Wie der Haubel Theo seine Flügel verlor
- 1979: Der Alte: Pensionstod
- 1980: Der Alte: Der Detektiv
- 1983: Unsere  schönsten Jahre: Die spanischen Stunden
- 1985: Der Alte: Die Tote in der Sauna